# Art of Fighting
Art of Fighting es un videojuego de lucha publicado por SNK en 1992, el primer capítulo de la trilogía Art of Fighting. Fue el segundo intento concreto de SNK, después del primer Fatal Fury (en 1991), de encontrar un antagonista de Street Fighter II de Capcom en la industria. Tuvo un éxito moderado y fue seguido por Art of Fighting 2 (1994) y Art of Fighting 3: The Path of the Warrior (1996).
Art of Fighting se ha prestado a una gran cantidad de conversiones, empezando por la de Neo Geo y Neo Geo CD; También aparece en Super Nintendo Entertainment System, Sega Mega Drive y, más recientemente, en PlayStation 2, en la Colección Art of Fighting.

## Sinopsis
El modo para un jugador está respaldado por una trama delgada, en la que los dos amigos Ryo Sakazaki y Robert García luchan para rescatar a Yuri, la hermana del primero, de las garras del omnipresente criminal muy malo.

## Jugabilidad
Art of Fighting se centró en la potencia del motor gráfico, impresionante para su época; con enormes sprites Sprite (informática) que cambian dinámicamente a medida que sufren daños durante los combates, y manejo de cámara cinematográfica que filma a los luchadores haciendo zoom moviéndose en dos direcciones dependiendo de su posición.
Se usan los botones de puñetazo y patada, un botón para golpes poderosos y otro para provocar al oponente y hacerle perder energía de espíritu.
Hay una innovación para los juegos de lucha: una barra de espíritu que disminuye con cada movimiento especial realizado y es posible recargarla dejando presionado el botón de golpe.
Se puede obtener un súper movimiento secreto completando con éxito una de las diversas "etapas de bonificación" que aparecerán en el camino.
En el modo para un jugador hay dos personajes jugables idénticos, Ryo y Robert, mientras que en el modo para dos jugadores se pueden seleccionar los ocho personajes.

## Personajes y su técnica
- Ryo Sakazaki - Kyokugenryu Karate
- Robert García - Kyokugenryu Karate (a pesar del apellido, uno de los pocos personajes de juegos de lucha de nacionalidad Italiana)
- Ryuhaku Todoh - Aikidō
- Jack' Turner - pelea callejera
- Lee Pai Long - Artes marciales Chino
- King - Muay Thai
- Mickey Rogers - Boxeo
- John Crawley - Artes marciales
- Mr. Big - Escrima
- Mr. Karate - Kyokugenryu Karate; lleva la máscara de un tengu